# Четворка пехара (тарот карта)
Четири пехара је тарот карта мале Аркане .
Тарот карте се користе широм Европе за играње тарот карташких игара.
У земљама енглеског говорног подручја, где су игре углавном непознате, тарот карте су се почеле користити првенствено у сврхе прорицања; несвесно налази смисао и испуњење у таротовим сликама и симболима.
Значење Четворке пехара може представљати досаду или незахвалност, размаженост, контемплацију, медитацију, узимање ствари здраво за готово, немотивацију, стагнацију или менталну тврдоглавост.